# Lazaros Christodoulopoulos
Lazaros Christodoulopoulos, conosciuto anche come Lazaros (gr. Λάζαρος Χριστοδουλόπουλος; Salonicco, 19 dicembre 1986), è un ex calciatore greco, di ruolo centrocampista.
Nel 2018 ha vinto il premio come calciatore dell'anno greco.

## Caratteristiche tecniche
Nasce come centrocampista avanzato e si dimostra abile nello svariare su tutta la trequarti, spostandosi facilmente su entrambi i lati grazie alle sue qualità di ambidestro. La sua fascia preferita resta comunque quella sinistra su cui riesce a far valere la sua velocità e abilità nel dribbling.

## Carriera

### Club

#### Inizi e PAOK Salonicco
Inizia la carriera nelle giovanili dell'Omonoia Sindos (squadra di Salonicco), quindi nel 2004 si trasferisce al PAOK, dove milita fino al 2008, realizzando in totale 9 reti in 59 presenze.
Alla sua militanza nel PAOK è in qualche modo legato il suo nomignolo The Builder, ovvero il costruttore, derivante da un'affermazione dello stesso Christodoulopoulos, il quale ai tempi del passaggio alla sua successiva squadra, il Panathīnaïkos, ammise che avrebbe preferito andare a fare il costruttore piuttosto che giocare ancora con la maglia del PAOK.

#### Panathinaikos
Il 20 giugno 2008 si trasferisce al Panathīnaïkos per 2,2 milioni di euro. Nella stagione 2009-2010 contribuisce con 17 presenze e un gol alla vittoria del campionato greco e con 5 presenze alla vittoria della Coppa di Grecia. Nell'estate del 2011 un infortunio lo costringa fuori dai campi per circa cinque mesi. Complessivamente nella squadra ateniese disputa 129 gare realizzando 21 gol; tra queste apparizioni si contano 27 presenze e 3 reti nelle coppe europee, tra Champions League ed Europa League.

#### Bologna
Il 31 gennaio 2013 viene acquistato a titolo definitivo dalla società italiana del Bologna. Mette a segno la sua prima rete all'esordio, il 26 febbraio 2013 in casa nel derby contro la Fiorentina (26ª giornata), segnando il gol del definitivo 2-1 all'84º, dopo essere entrato in campo al 70º al posto di Manolo Gabbiadini. Sotto la guida del tecnico Stefano Pioli diventa presto titolare, ottenendo la riconferma per la stagione successiva. Il 16 marzo 2014 mette a segno la rete del Bologna in Livorno-Bologna terminata 2-1. Il 23 marzo 2014 conquista e trasforma il rigore con il quale il Bologna batte 1-0 il Cagliari.

#### Hellas Verona e Sampdoria
Il 1º luglio 2014 si trasferisce a titolo definitivo all'Hellas Verona. Il 24 agosto seguente all'esordio in maglia gialloblu realizza anche il suo primo gol con i Veneti al 67º della sfida di Coppa Italia vinta 3-0 contro la Cremonese. Il 14 dicembre 2014, segna il suo primo gol in Campionato con gli scaligeri nella gara vinta in trasferta contro l'Udinese.
Il 31 agosto 2015 si trasferisce a titolo temporaneo con diritto di riscatto alla Sampdoria in cambio di Paweł Wszołek che passa al Verona con la stessa formula. Sceglie di indossare la maglia numero 18. Il 20 settembre 2015 esordisce in blucerchiato subentrando nell'intervallo della sfida di Campionato persa in trasferta 2-0 contro il Torino. Il 5 marzo 2016 su semi-rovesciata segna il suo primo gol in blucerchiato nella vittoria esterna per 3-0 proprio contro la sua ex-squadra, il Verona. Tuttavia non trova molto spazio con la squadra genovese, in quanto gioca 10 partite in Serie A e 1 in Coppa Italia.

#### AEK Atene
Il 27 agosto seguente viene acquistato dall'AEK Atene, con cui firma un biennale con opzione per il terzo anno. Il successivo 25 ottobre mette a segno la sua prime rete per il club, in occasione di una gara di Coppa di Grecia contro il Kerkyra. Il 5 febbraio 2017 mette a segno una doppietta nel successo 6-0 contro il GAS Veria. Il 6 maggio seguente mette a segno il gol del momentaneo 1-1 nella finale di Coppa di Grecia contro il PAOK, persa poi per 2-1. Complice un rendimento al di sopra delle aspettative, chiude l'annata con 36 presenze e 8 reti.
Divenuto ufficialmente titolare, comincia la stagione 2017-2018 segnando su calcio di punizione in un match contro il Rijeka valido per la fase a gironi di Europa League. Quattro giorni dopo trova la sua prima rete stagionale di campionato, decisiva per la vittoria della propria squadra contro il neopromosso Lamia. Il 1º aprile 2018, nel derby contro il Panathīnaïkos, raggiunge la quota 200 presenze nel campionato greco. Chiude la stagione con il proprio club campione di Grecia dopo 24 anni.

#### Olympiacos
Nell'estate 2018 al termine del suo contratto firma con contratto di due anni con l'Olympiakos, diventando l'unico giocatore ad aver giocato per le 4 squadre più blasonate della Grecia: oltre alla sua squadra attuale, PAOK, Panathīnaïkos e AEK Atene.
Nell'agosto 2018, al terzo turno preliminare di UEFA Europa League contro l'FC Luzern, mette a segno una doppietta che gli varrà a fine gara il premio di uomo partita. Nella gara di ritorno, Christodoulopoulos mette nuovamente a segno una doppietta: il greco apre le marcature del match insaccando la sfera in rete con un colpo di testa su assist di Omar Elabdellaoui, mentre nella ripresa segna in tap-in dopo un colpo di testa di Roderick Miranda. Il 26 agosto 2018, grazie ad una propria rete su calcio di punizione, decide la gara contro il Levadiakos, valida per la giornata di apertura della stagione 2018-19.
Il 3 settembre 2018, Christodoulopoulos è candidato al FIFA Puskas Award 2018 per il suo straordinario gol segnato con la maglia dell'AEK Atene contro l'Olympiacos. L'8 novembre 2018 segna la sua prima rete in Europa League, in occasione di un match vinto per 5-1 contro i lussemburghesi dell'F91 Dudelange.  Il 19 gennaio 2019, torna in campo dopo un mese di assenza per infortunio segnando il gol della vittoria nella vittoria esterna per 2-1 contro il PAS Giannina su assist di Daniel Podence. Il 17 febbraio 2019, in occasione di una gara contro i rivali dell'AEK Atene, Christodoulopoulos rimedia la rottura del legamento crociato anteriore del ginocchio sinistro, terminando anzitempo la stagione.
Torna ufficialmente in campo Il 22 dicembre 2019 dopo 309 giorni dall'ultima volta, in un match in trasferta contro il Volos. Il 5 giugno 2020, due giorni prima della ripresa dei playoff della Super League, dopo una pausa di 80 giorni per il COVID-19, il greco subisce un altro infortunio, stavolta al legamento crociato del ginocchio destro. Il processo di recupero è durato sei settimane. Complessivamente, in biancorosso colleziona 34 presenze e 10 reti.

#### Atromitos
Il 28 settembre 2020, firma un contratto annuale con l'Atromitos. Il 4 ottobre 2020, ha giocato la sua prima partita di Super League Grecia nella stagione 2020-21 contro la sua ex squadra AEK Atene, sostituendo Konstantinos Kotsopoulos all'82' minuto. Il 7 novembre 2020, ha segnato il gol vittoria della propria squadra in trasferta contro il Panathinaikos. Si ripete il 14 gennaio 2021, realizzando un calcio di rigore in una gara casalinga vinta contro il Lamia. Durante la stagione il giocatore si ritrova ad offrire prestazioni molto convincenti, venendo utilizzato spesso e volentieri come titolare. Termina la stagione con 26 presenze e 4 marcature.

#### Anorthosis Famagosta
Il 25 giugno 2021, Christodoulopoulos firma per l'Anorthosis Famagosta, sovrascrivendo un contratto valido fino all'estate del 2022, come annunciato dal club cipriota, per una cifra non resa nota. Il 26 agosto 2021, mette a segno una doppietta in sette minuti in una gara contro l'Hapoel Beer Sheva, valida per il turno preliminare di Conference League, realizzando la prima rete al 62' su rigore e la seconda al 69' su assist di Hovhannes Hambardzumyan, uomo partita del match. Grazie a questa rete, Christodoulopoulos è diventato il secondo giocatore greco nella storia a segnare una rete in tutte e tre le maggiori competizioni UEFA dopo Petros Mantalos. Il 25 novembre 2021, grazie ad una vittoria contro il Gent maturata grazie ad una sua rete, l'Anorthosis diviene il primo club cipriota a vincere un incontro ufficiale UEFA. Termina la prima annata con i ciprioti mettendo a segno 15 reti in 44 presenze.
Inizia la campagna 2022-2023 debuttando in campionato contro il Karmiōtissa. Dopo aver giocato regolarmente nel girone d'andata, in quello di ritorno invece si ritrova fuori dai piani tecnici e non viene convocato per tutto il finale di stagione. Complessivamente, in due annate trascorse, colleziona 53 presenze e 15 reti.

#### Aris Salonicco, Īraklīs e ritiro
Nel febbraio 2023, si è trasferito all'Aris Salonicco con un contratto valido fino alla fine della stagione. Debutta con il club giallonero poco dopo la firma, in occasione di un match casalingo perso contro il Panathīnaïkos. Termina il suo primi tre mesi al club mettendo a referto 13 presenze (play-off inclusi). Inizia la stagione 2023-2024 esordendo in una gara contro l'Ararat-Armenia valida per il secondo turno preliminare di Conference League. Il 24 settembre 2023 marca la sua prima rete con il club greco, in occasione di un match casalingo contro il Panaitōlikos. Al termine della stagione lascia il club in scadenza di contratto.
Il 30 agosto 2024 viene annunciato il suo ingaggio da parte dell'Īraklīs, militante in Souper Ligka Ellada 2, con cui sottoscrive un contratto fino al 31 dicembre 2025. Esordisce con i greci il successivo 8 settembre, segnando una delle 5 reti refilate all'Ermis Amyntaio al secondo turno di Coppa di Grecia. Il 22 settembre è la volta del suo debutto in campionato, avvenuto negli sviluppi di una gara contro il PAOK B. Termina la stagione collezionando in totale 18 presenze e 2 marcature.
Il 25 luglio 2025, all'età di 38 anni, annuncia il suo ritiro dal calcio giocato.

### Nazionale
Il 1º febbraio 2008 riceve la prima convocazione nella nazionale greca sotto la guida di Otto Rehhagel. Debutta il 5 febbraio 2008, nella partita contro la Rep. Ceca valida per le qualificazioni a Euro 2008. Il 19 maggio 2014 viene convocato dal c.t. Fernando Santos per il campionato del mondo, dove gioca da titolare una partita della fase a girone e l'ottavo di finale perso ai rigori con la Costa Rica.

## Statistiche

### Presenze e reti nei club
Statistiche aggiornate al 12 gennaio 2025.
| Stagione              | Squadra               | Campionato            | Campionato | Campionato | Coppe nazionali | Coppe nazionali | Coppe nazionali | Coppe continentali | Coppe continentali | Coppe continentali | Altre coppe | Altre coppe | Altre coppe | Totale | Totale |
| Stagione              | Squadra               | Comp                  | Pres       | Reti       | Comp            | Pres            | Reti            | Comp               | Pres               | Reti               | Comp        | Pres        | Reti        | Pres   | Reti   |
| --------------------- | --------------------- | --------------------- | ---------- | ---------- | --------------- | --------------- | --------------- | ------------------ | ------------------ | ------------------ | ----------- | ----------- | ----------- | ------ | ------ |
| 2004-2005             | PAOK                  | AE                    | 1          | 0          | CG              | 1               | 0               | -                  | -                  | -                  | -           | -           | -           | 2      | 0      |
| 2005-2006             | PAOK                  | AE                    | 24         | 3          | CG              | 1               | 0               | CU                 | 4                  | 1                  | -           | -           | -           | 29     | 4      |
| 2006-2007             | PAOK                  | SL                    | 7          | 2          | CG              | 0               | 0               | -                  | -                  | -                  | -           | -           | -           | 7      | 2      |
| 2007-2008             | PAOK                  | SL                    | 25         | 3          | CG              | 1               | 1               | -                  | -                  | -                  | -           | -           | -           | 26     | 4      |
| Totale PAOK           | Totale PAOK           | Totale PAOK           | 57         | 8          |                 | 3               | 1               |                    | 4                  | 1                  |             | -           | -           | 64     | 10     |
| 2008-2009             | Panathīnaïkos         | SL                    | 14+5       | 3          | CG              | 4               | 4               | UCL                | 5                  | 0                  | -           | -           | -           | 28     | 7      |
| 2009-2010             | Panathīnaïkos         | SL                    | 16         | 1          | CG              | 5               | 0               | UCL+UEL            | 2+7                | 0+1                | -           | -           | -           | 30     | 2      |
| 2010-2011             | Panathīnaïkos         | SL                    | 22+4       | 5          | CG              | 4               | 2               | UCL                | 4                  | 0                  | -           | -           | -           | 34     | 7      |
| 2011-2012             | Panathīnaïkos         | SL                    | 12+5       | 3          | CG              | 0               | 0               | UCL                | 0                  | 0                  | -           | -           | -           | 17     | 3      |
| 2012-gen. 2013        | Panathīnaïkos         | SL                    | 11         | 3          | CG              | 1               | 1               | UCL+UEL            | 4+5                | 2+0                | -           | -           | -           | 21     | 6      |
| Totale Panathīnaïkos  | Totale Panathīnaïkos  | Totale Panathīnaïkos  | 75+14      | 15         |                 | 14              | 7               |                    | 27                 | 3                  |             | -           | -           | 130    | 25     |
| gen.-giu. 2013        | Bologna               | A                     | 12         | 1          | CI              | -               | -               | -                  | -                  | -                  | -           | -           | -           | 12     | 1      |
| 2013-2014             | Bologna               | A                     | 27         | 2          | CI              | 2               | 0               | -                  | -                  | -                  | -           | -           | -           | 29     | 2      |
| Totale Bologna        | Totale Bologna        | Totale Bologna        | 39         | 3          |                 | 2               | 0               |                    | -                  | -                  |             | -           | -           | 41     | 3      |
| 2014-2015             | Verona                | A                     | 22         | 1          | CI              | 2               | 1               | -                  | -                  | -                  | -           | -           | -           | 24     | 2      |
| 2015-2016             | Sampdoria             | A                     | 10         | 1          | CI              | 1               | 0               | -                  | -                  | -                  | -           | -           | -           | 11     | 1      |
| 2016-2017             | AEK Atene             | SL                    | 24+6       | 4+1        | CG              | 6               | 3               | -                  | -                  | -                  | -           | -           | -           | 36     | 8      |
| 2017-2018             | AEK Atene             | SL                    | 27         | 7          | CG              | 8               | 6               | UCL+UEL            | 2+10               | 0+3                | -           | -           | -           | 47     | 16     |
| Totale AEK Atene      | Totale AEK Atene      | Totale AEK Atene      | 51+6       | 11+1       |                 | 14              | 9               |                    | 12                 | 3                  |             | -           | -           | 83     | 24     |
| 2018-2019             | Olympiacos            | SL                    | 17         | 4          | CG              | 1               | 0               | UEL                | 8                  | 5                  | -           | -           | -           | 26     | 9      |
| 2019-2020             | Olympiacos            | SL                    | 5+1        | 0          | CG              | 2               | 1               | UCL+UEL            | 0                  | 0                  | -           | -           | -           | 8      | 1      |
| Totale Olympiakos     | Totale Olympiakos     | Totale Olympiakos     | 22+1       | 4          |                 | 3               | 1               |                    | 8                  | 5                  |             | -           | -           | 34     | 10     |
| 2020-2021             | Atromītos             | SL                    | 20+6       | 3+1        | CG              | 0               | 0               | -                  | -                  | -                  | -           | -           | -           | 26     | 4      |
| 2021-2022             | Anorthōsis            | AK                    | 20+10      | 6+4        | CC              | 4               | 1               | UEL+UECL           | 2+8                | 0+4                | SC          | 0           | 0           | 44     | 15     |
| 2022-feb. 2023        | Anorthōsis            | AK                    | 8          | 0          | CC              | 1               | 0               | -                  | -                  | -                  | -           | -           | -           | 9      | 0      |
| Totale Anorthōsis     | Totale Anorthōsis     | Totale Anorthōsis     | 38         | 10         |                 | 5               | 1               |                    | 10                 | 4                  |             | -           | -           | 53     | 15     |
| feb.-giu. 2023        | Arīs Salonicco        | SL                    | 4+9        | 0          | CG              | -               | -               | -                  | -                  | -                  | -           | -           | -           | 13     | 0      |
| 2023-2024             | Arīs Salonicco        | SL                    | 6          | 1          | CG              | 1               | 0               | UECL               | 2                  | 0                  | -           | -           | -           | 9      | 1      |
| Totale Aris Salonicco | Totale Aris Salonicco | Totale Aris Salonicco | 19         | 1          |                 | 1               | 0               |                    | -                  | -                  |             | -           | -           | 22     | 1      |
| 2024-2025             | Īraklīs               | SL2                   | 12+4       | 1+0        | CG              | 2               | 1               | -                  | -                  | -                  | -           | -           | -           | 18     | 2      |
| Totale carriera       | Totale carriera       | Totale carriera       | 396        | 60         |                 | 47              | 21              |                    | 63                 | 16                 |             | 0           | 0           | 506    | 97     |

### Cronologia presenze e reti in nazionale
| Cronologia completa delle presenze e delle reti in nazionale ― Grecia | Cronologia completa delle presenze e delle reti in nazionale ― Grecia | Cronologia completa delle presenze e delle reti in nazionale ― Grecia | Cronologia completa delle presenze e delle reti in nazionale ― Grecia | Cronologia completa delle presenze e delle reti in nazionale ― Grecia | Cronologia completa delle presenze e delle reti in nazionale ― Grecia | Cronologia completa delle presenze e delle reti in nazionale ― Grecia | Cronologia completa delle presenze e delle reti in nazionale ― Grecia |
| Data                                                                  | Città                                                                 | In casa                                                               | Risultato                                                             | Ospiti                                                                | Competizione                                                          | Reti                                                                  | Note                                                                  |
| --------------------------------------------------------------------- | --------------------------------------------------------------------- | --------------------------------------------------------------------- | --------------------------------------------------------------------- | --------------------------------------------------------------------- | --------------------------------------------------------------------- | --------------------------------------------------------------------- | --------------------------------------------------------------------- |
| 5-2-2008                                                              | Nicosia                                                               | Grecia                                                                | 1 – 0                                                                 | Rep. Ceca                                                             | Amichevole                                                            | -                                                                     | 63’                                                                   |
| 19-5-2008                                                             | Patrasso                                                              | Grecia                                                                | 2 – 0                                                                 | Cipro                                                                 | Amichevole                                                            | -                                                                     | 63’                                                                   |
| 3-3-2010                                                              | Volos                                                                 | Grecia                                                                | 0 – 2                                                                 | Senegal                                                               | Amichevole                                                            | -                                                                     | 66’                                                                   |
| 17-11-2010                                                            | Vienna                                                                | Austria                                                               | 1 – 2                                                                 | Grecia                                                                | Amichevole                                                            | -                                                                     | 84’                                                                   |
| 4-6-2011                                                              | Atene                                                                 | Grecia                                                                | 3 – 1                                                                 | Malta                                                                 | Qual. Euro 2012                                                       | -                                                                     | 80’                                                                   |
| 7-6-2011                                                              | New York                                                              | Ecuador                                                               | 1 – 1                                                                 | Grecia                                                                | Amichevole                                                            | -                                                                     | 63’                                                                   |
| 29-2-2012                                                             | Heraklio                                                              | Grecia                                                                | 1 – 1                                                                 | Belgio                                                                | Amichevole                                                            | -                                                                     | 64’                                                                   |
| 15-8-2012                                                             | Oslo                                                                  | Norvegia                                                              | 2 – 3                                                                 | Grecia                                                                | Amichevole                                                            | -                                                                     | 69’                                                                   |
| 22-3-2013                                                             | Zenica                                                                | Bosnia ed Erzegovina                                                  | 3 – 1                                                                 | Grecia                                                                | Qual. Mondiali 2014                                                   | -                                                                     | 73’                                                                   |
| 7-6-2013                                                              | Vilnius                                                               | Lituania                                                              | 0 – 1                                                                 | Grecia                                                                | Qual. Mondiali 2014                                                   | 1                                                                     |                                                                       |
| 14-8-2013                                                             | Salisburgo                                                            | Austria                                                               | 0 – 2                                                                 | Grecia                                                                | Amichevole                                                            | -                                                                     | 85’                                                                   |
| 6-9-2013                                                              | Vaduz                                                                 | Liechtenstein                                                         | 0 – 1                                                                 | Grecia                                                                | Qual. Mondiali 2014                                                   | -                                                                     | 84’                                                                   |
| 10-9-2013                                                             | Atene                                                                 | Grecia                                                                | 1 – 0                                                                 | Lettonia                                                              | Qual. Mondiali 2014                                                   | -                                                                     | 64’                                                                   |
| 11-10-2013                                                            | Atene                                                                 | Grecia                                                                | 1 – 0                                                                 | Slovacchia                                                            | Qual. Mondiali 2014                                                   | -                                                                     | 58’                                                                   |
| 15-10-2013                                                            | Atene                                                                 | Grecia                                                                | 2 – 0                                                                 | Liechtenstein                                                         | Qual. Mondiali 2014                                                   | -                                                                     | 70’                                                                   |
| 5-3-2014                                                              | Atene                                                                 | Grecia                                                                | 0 – 2                                                                 | Corea del Sud                                                         | Amichevole                                                            | -                                                                     | 46’                                                                   |
| 31-5-2014                                                             | Oeiras                                                                | Portogallo                                                            | 0 – 0                                                                 | Grecia                                                                | Amichevole                                                            | -                                                                     | 86’                                                                   |
| 3-6-2014                                                              | Chester                                                               | Nigeria                                                               | 0 – 0                                                                 | Grecia                                                                | Amichevole                                                            | -                                                                     | 80’                                                                   |
| 6-6-2014                                                              | Harrison                                                              | Bolivia                                                               | 1 – 2                                                                 | Grecia                                                                | Amichevole                                                            | -                                                                     | 78’                                                                   |
| 24-6-2014                                                             | Fortaleza                                                             | Grecia                                                                | 2 – 1                                                                 | Costa d'Avorio                                                        | Mondiali 2014 - 1º turno                                              | -                                                                     |                                                                       |
| 29-6-2014                                                             | Recife                                                                | Costa Rica                                                            | 1 – 1 dts (5 – 3 dtr)                                                 | Grecia                                                                | Mondiali 2014 - Ottavi di finale                                      | -                                                                     |                                                                       |
| 7-9-2014                                                              | Atene                                                                 | Grecia                                                                | 0 – 1                                                                 | Romania                                                               | Qual. Euro 2016                                                       | -                                                                     | 65’                                                                   |
| 14-11-2014                                                            | Atene                                                                 | Grecia                                                                | 0 – 1                                                                 | Fær Øer                                                               | Qual. Euro 2016                                                       | -                                                                     |                                                                       |
| 18-11-2014                                                            | La Canea                                                              | Grecia                                                                | 0 – 2                                                                 | Serbia                                                                | Amichevole                                                            | -                                                                     | 90’                                                                   |
| 29-3-2015                                                             | Budapest                                                              | Ungheria                                                              | 0 – 0                                                                 | Grecia                                                                | Qual. Euro 2016                                                       | -                                                                     | 69’                                                                   |
| 13-6-2015                                                             | Tórshavn                                                              | Fær Øer                                                               | 2 – 1                                                                 | Grecia                                                                | Qual. Euro 2016                                                       | -                                                                     | 46’                                                                   |
| 4-6-2016                                                              | Sydney                                                                | Australia                                                             | 1 – 0                                                                 | Grecia                                                                | Amichevole                                                            | -                                                                     | 46’                                                                   |
| 8-6-2016                                                              | Sydney                                                                | Australia                                                             | 1 – 2                                                                 | Grecia                                                                | Amichevole                                                            | -                                                                     | 65’                                                                   |
| 10-10-2017                                                            | Atene                                                                 | Grecia                                                                | 4 – 0                                                                 | Gibilterra                                                            | Qual. Mondiali 2018                                                   | -                                                                     | 74’                                                                   |
| 12-11-2017                                                            | Atene                                                                 | Grecia                                                                | 0 – 0                                                                 | Croazia                                                               | Qual. Mondiali 2018                                                   | -                                                                     | 59’                                                                   |
| 23-3-2018                                                             | Atene                                                                 | Grecia                                                                | 0 – 1                                                                 | Svizzera                                                              | Amichevole                                                            | -                                                                     | 63’                                                                   |
| 27-3-2018                                                             | Zurigo                                                                | Egitto                                                                | 0 – 1                                                                 | Grecia                                                                | Amichevole                                                            | -                                                                     | 64’                                                                   |
| 11-9-2018                                                             | Budapest                                                              | Ungheria                                                              | 2 – 1                                                                 | Grecia                                                                | UEFA Nations League 2018-2019 - 1º turno                              | -                                                                     |                                                                       |
| 12-10-2018                                                            | Atene                                                                 | Grecia                                                                | 1 – 0                                                                 | Ungheria                                                              | UEFA Nations League 2018-2019 - 1º turno                              | -                                                                     | 85’                                                                   |
| 15-10-2018                                                            | Helsinki                                                              | Finlandia                                                             | 2 – 0                                                                 | Grecia                                                                | UEFA Nations League 2018-2019 - 1º turno                              | -                                                                     | 55’                                                                   |
| Totale                                                                |                                                                       | Presenze                                                              | 35                                                                    |                                                                       | Reti                                                                  | 1                                                                     |                                                                       |

## Palmarès

### Club
- Campionato greco: 3

Panathinaikos: 2009-2010
AEK Atene: 2017-2018
Olympiakos: 2019-2020
- Coppa di Grecia: 1

Panathinaikos: 2009-2010

### Individuale
- Calciatore greco dell'anno: 1

2018